# Melipona nebulosa
Melipona nebulosa är en biart som beskrevs av Camargo 1988. Melipona nebulosa ingår i släktet Melipona och familjen långtungebin. Inga underarter finns listade i Catalogue of Life.